# Лотіан
Лотіан (шотл. Lowden, шотл. гел. Lodainn) — історична область на південному сході Шотландії, на південь від затоки Ферт-оф-Форт. Назва походить від імені легендарного короля Лота. У VIII столітті тут жив святий самітник Балдред, який вважається «апостолом» Лотіану.
У VII столітті область увійшла до складу англійського королівства Нортумбрія. Лотіан — один з небагатьох регіонів Шотландії, де гельська мова так і не укорінилась як основна.
Нині на цій території розташовані три адміністративні області Шотландії — Західний Лотіан, Середній Лотіан і Східний Лотіан.